# 아담의 창조
아담의 창조(The Creation of Adam)는 미켈란젤로의 프레스코 시스티나 성당 천장에 그려진 프레스코화 중 하나이다. 하느님이 최초의 인간 아담에게 생명을 불어넣은 창세기 속 성경 이야기를 그리고 있다.
이 작품은 성당 입구에서 출발하여 구약 이야기가 전개되는 중간 지점에 그려져 있는데, 이는 인간과 신이 함께 표현되는 양식을 과감히 창조적으로 표현하면서, 자신의 형상대로 인간을 만든 하느님의 창조적 힘과 인간이 만들어지는 감동적인 순간을 뛰어나게 형상화시킨 작품이다.

## 같이 보기
- 천지창조
- 창조주의